# Литовка (река, впадает в Японское море)
Лито́вка (до 1972 года — Таудеми) — река в Партизанском районе Приморского края России.

## Описание
Исток реки Литовки находится в южной части Сихотэ-Алиня на юго-восточных склонах Ливадийского хребта. Течёт река на юго-запад и впадает в бухту Литовка залива Восток Японского моря. Долина реки горно-лесистая, пересечена долинами мелких рек и ручьёв. К устью высо́ты гор и холмов постепенно понижаются до 80—200 м, а долина имеет ширину свыше 1 км. Ширина Литовки в верхнем течении колеблется от 6 до 19 м, скорость течения — от 0,16 до 1,9 м/с, глубина — от 0,2 до 1,1 м. В нижнем течении ширина изменяется от 17 до 36 м, в приустьевой части доходит до 60 м, скорость течения — от 0,18 до 1,4 м/с, глубина — от 0,3 до 1,5 м.
Весеннее половодье маловодное и непродолжительное. В летне-осенний период на реке проходит от 3 до 6 дождевых паводков, подъём воды составляет 0,5—0,7 м. Максимальная температура воды в августе равна 25 °C. Наиболее маловодный период наблюдается в январе—феврале. Забереги появляются в последней декаде ноября. Замерзает река в середине декабря, вскрывается в конце марта, очищается ото льда в начале апреля.

## Основные притоки
Река Кривая Литовка (пр), ручей Обводный (лв), руч. Солдатский (пр), руч. Долголевский (лв), руч. Сарафанский (лв), р. Момкин (лв), р. Черёмуховая (пр), р. Новорудная (лв), р. Литовка (Синькаха) (пр), р. Кирилловка (пр), р. Средняя Литовка (пр), р. Правая Литовка (пр), р. Коробковка (лв).

## Населённые пункты в долине реки Литовки
Деревни Васильевка, Кирилловка, село Новолитовск, посёлок Волчанец.

## Данные водного реестра
- Код водного объекта в государственном водном реестре — 20040000312118200009650.
- Код по гидрологической изученности — 118200965[6].